# كرسوع هاواي
كرسوع هاواي (الاسم العلمي: Himantopus mexicanus knudseni ) هو نوع من الطيور يتبع جنس الكرسوع من الفصيلة النكاتيات.
يسمى هذا الطائر بالإنكليزية Hawaiian Stilt أي كرسوع هاواي.